# Battaglia di Flores (1592)
La battaglia di Flores, nota anche come spedizione verso le Azzorre del 1592 o cattura della Madre de Deus, descrive una serie di scontri navali che si svolsero dal 20 maggio al 19 agosto 1592, durante la guerra anglo-spagnola, presso l'isola di Flores nelle Azzorre. Gli scontri si svolsero nel contesto di una spedizione inglese, guidata inizialmente da Sir Walter Raleigh e poi da Martin Frobisher e John Burrough, che mise nelle mani degli elisabettiani un certo numero di navi portoghesi e spagnole tra cui la grande caracca lusitana Madre de Deus. Questa cattura fece della spedizione un successo finanziario e militare. Il ricco carico della grande caracca che all'epoca equivaleva a quasi la metà delle entrate annue del Regno d'Inghilterra, fu soggetto a furti di massa quando la nave venne ormeggiata a Dartmouth in attesa che fossero assegnate le quote di spartizione del premio.

## Antefatto
In virtù dell'Unione iberica tra le corone del Portogallo e della Spagna nel 1580 e della guerra anglo-spagnola (1585-1604) in corso, il trattato anglo-portoghese del 1373 decadde e i convogli marittimi portoghesi divennero un obiettivo lecito per la Royal Navy.
Nella primavera del 1592, Sir Walter Raleigh, appena rilasciato dalla Torre di Londra, ricevette una commissione dalla regina Elisabetta I d'Inghilterra per una spedizione nelle Indie occidentali e attrezzò all'uopo una squadra navale di sedici legni, due dei quali (Garland e Foresight) di proprietà della Corona. All'epoca non esisteva ancora la Royal Navy di proprietà dello Stato, che venne costituita nel 1660, ma la precedente Navy Royal di proprietà personale del sovrano; le azioni di guerra venivano quindi compiute da navi civili armate noleggiate o appunto di proprietà della Corona, alcune delle quali concepite come navi da guerra.

### Spedizione

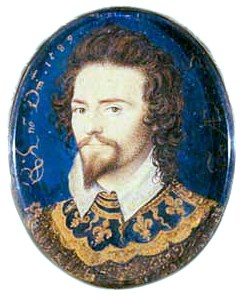
George Clifford (miniatura di Nicholas Hilliard) contribuì a raccogliere e finanziare la spedizione.

La spedizione fu un'impresa privata molto simile alla spedizione Drake-Norris, supportata limitatamente quanto a sussidi ed assistenza dalla Corona. Il suo obiettivo era quello di saccheggiare le navi spagnole e portoghesi nell'Atlantico, al largo delle coste spagnole o dei Caraibi, e di trarre un profitto dal quale la parte della regina sarebbe stata pari a una grande somma.
Raleigh nominò Burrough suo vice-ammiraglio e si unì alla commissione con Frobisher che era a conoscenza degli affari marittimi. George Clifford, il conte di Cumberland aveva la più grande partecipazione nella spedizione e aiutò Raleigh a finanziare e radunare la flotta. La maggior parte delle navi era di proprietà d'investitori: es. la Dainty era di proprietà di John Hawkins ma capitanata da John Norton. La flotta includeva notabili come William Monson, Robert Crosse, capitano della Foresight, Samuel Purchas, Richard Hawkins e Christopher Newport, capitano della Golden Dragon.
La spedizione salpò da Dartmouth il 6 maggio, in ritardo causa maltempo. Il viaggio programmato verso le Indie Occidentali fu sospeso poiché i viveri erano già stati esauriti durante il ritardo e la flotta puntò alle Azzorre per intercettare la Flotta spagnola del tesoro o l'Armata d'India portoghese nel loro viaggio di ritorno in madrepatria. Il 7 maggio, Frobisher, al comando della pinaccia Disdain raggiunse la flotta e consegnò a Raleigh lettere dalla regina che lo richiamavano in Inghilterra, rilevando il comando. L'11 maggio una tempesta si abbatté sugli Inglesi fuori Capo Finisterre, disperdendo la maggior parte della flotta ed affondando tre piccole navi: anche la Garland rischiò il naufragio.
Vicino a Cabo de São Vicente (Portogallo), la flotta si divise in due squadre come inizialmente pianificato da Raleigh: una sotto Burrough, si diresse verso le Azzorre per aspettare le navi spagnole e portoghesi; l'altra, sotto Frobisher e Clifford, navigò al largo di Cabo de São Vicente per intercettare gli iberici e bloccarli sottovento.

### Primi scontri

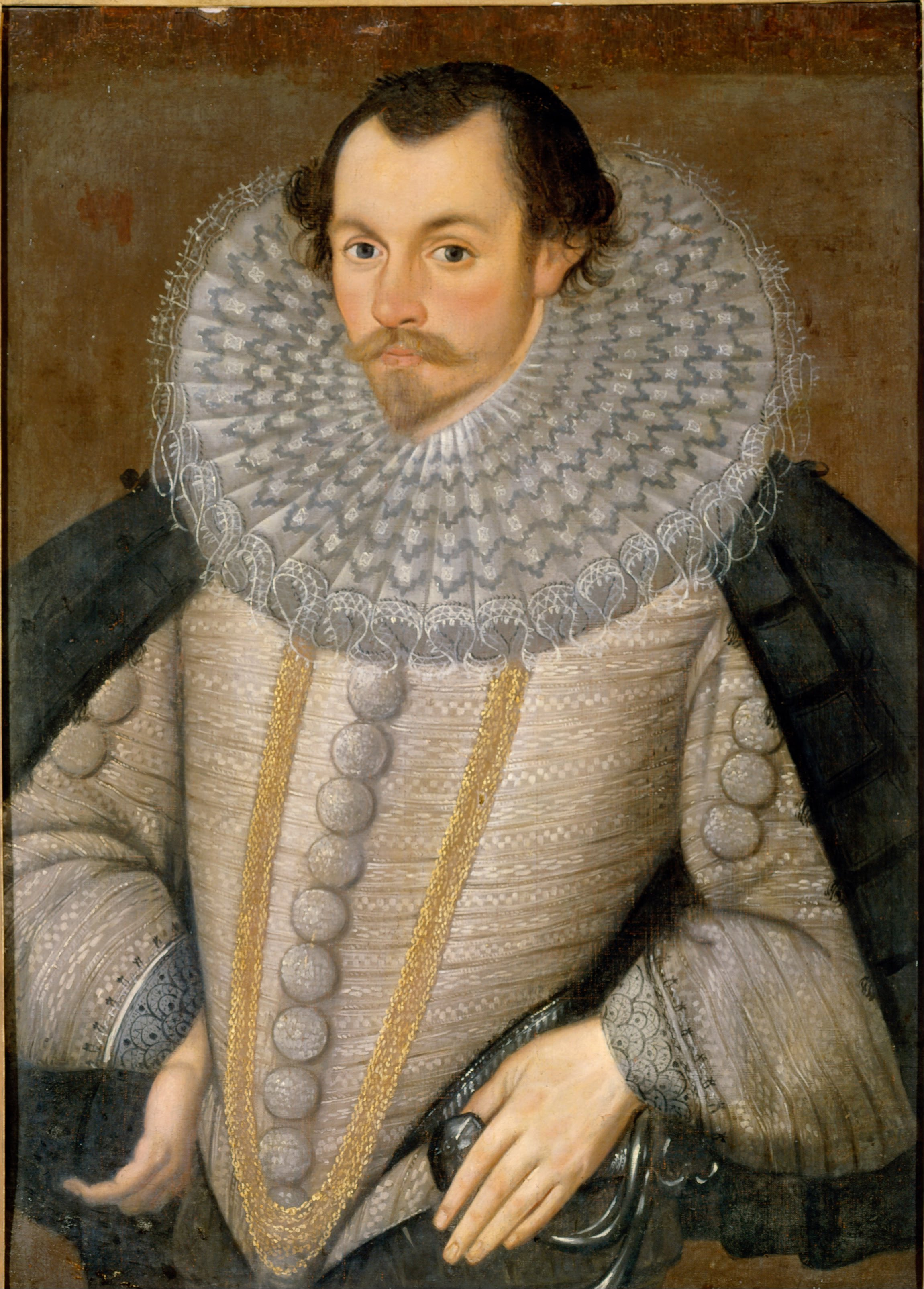
Sir Martin Frobisher (ritratto presunto), assunse il comando della flotta quando venne richiamato Raleigh.

La flotta proseguì a sud e alla fine di maggio incontrò la Santa Clara, un galeone spagnolo armato da 600 t appena fuori Cabo de São Vicente. Gli inglesi catturarono la nave dopo una forte resistenza, prendendo qualsiasi merce che gli spagnoli non fossero riusciti a recuperare dal suo scafo bruciato. Trasportava una grande quantità di ferramenta del valore di £ 7 000 e stava navigando verso Sanlúcar de Barrameda, dove ulteriori merci erano destinate alle Indie occidentali. Con la cattura, la flotta si separò, lasciando il premio e le merci nelle mani di Frobisher e Clifford.
Mentre la flotta proseguiva verso sud dal Cabo all'inizio di giugno, la Roebuck di Burrough catturò un piccolo veliero spagnolo dopo un lungo inseguimento che lo portò vicino alla costa iberica. Il comandante dell'equipaggio catturato rivelò agli inglesi che una grande flotta era preparata a Cadice e Sanlúcar de Barrameda. Avendo ricevuto notizia che Raleigh era salpato con una forte flotta per le Indie occidentali, Filippo II di Spagna aveva predisposto una scorta per le caracche piene di bottino in arrivo dalle Indie Orientali. Don Alonso de Bazán, fratello del Marchese di Santa Cruz e capitano generale dell'Armada, doveva inseguire e intercettare la flotta di Raleigh. Mentre gli uomini di Burrough stavano bruciando il naviglio, una parte di questa flotta spagnola fu avvistata e Burrough, riunito alla propria flotta, salpò prontamente verso le Azzorre.
Più a nord del Portogallo, la posizione di Frobisher era diventata insostenibile, anche se aveva conquistato un legno dal Brasile carico di zucchero diretto a Lisbona il 18 giugno e pochi giorni dopo ha catturato una caravella spagnola. Il gruppo di Frobisher tornò in Inghilterra da Cabo de São Vicente dopo aver perso la flotta di Alvaro de Bazán più a sud.

## Battaglia
Burrough non dovette attendere molto: il 25 giugno le sue navi esploratrici individuarono una grande nave che si avvicinava all'Isola del Corvo, la più settentrionale delle Azzorre.

### Santa Cruz
La nave, la caracca portoghese Santa Cruz da 800 t, fu inseguita da tre delle navi di Cumberland. Una tempesta costrinse gli inglesi ad allontanarsi dalla riva sottovento ma la Santa Cruz si arenò sull'Isola del Corvo. La mattina seguente, passata la tempesta, i portoghesi, sbarcati, stabilirono trincee nelle vicinanze, sbarcarono il carico e bruciarono la nave. Burrough sbarcò 100 soldati che dispersero facilmente le guardie lusitane e, dopo un po' di resistenza, catturarono il loro fortino. La maggior parte del carico bruciò però nella nave. Furono presi dei prigionieri, tra cui il commissario di bordo e due cannonieri stranieri. Sotto minaccia di tortura, rivelarono che entro quindici giorni, altre tre caracche sarebbero arrivate all'isola: erano salpate infatti cinque caracche da Goa per Lisbona, rispettivamente la Santa Cruz, la Buen Jesus (ammiraglia della flotta), la Madre de Deus, la San Bernardo e la San Christophoro. La Madre de Deus era la più grande: un colosso da 1600 t, armato con 32 cannoni; una delle più grandi navi a vela mai costruite.
Alla notizia, gli inglesi risolsero di attendere all'Isola del Corvo i portoghesi e si rifornirono a spese dei nativi. Per tutto il mese di luglio, le loro navi pattugliarono quelle acque con una linea di picchetti distanziati di circa sei miglia lungo un asse nord-sud. Da meridione (Isola di Flores), le navi erano: Dainty, Golden Dragon, Roebuck, Tiger, Sampson, Prudence e Foresight. La flotta spagnola che avevano avvistato non si rivelò una minaccia: Alvaro de Bazan aveva commesso un grave errore di calcolo; disobbedendo agli ordini, si era spinto troppo a ovest, consentendo agli inglesi di raggiungere l'area d'intercettazione.

### Madre de Deus

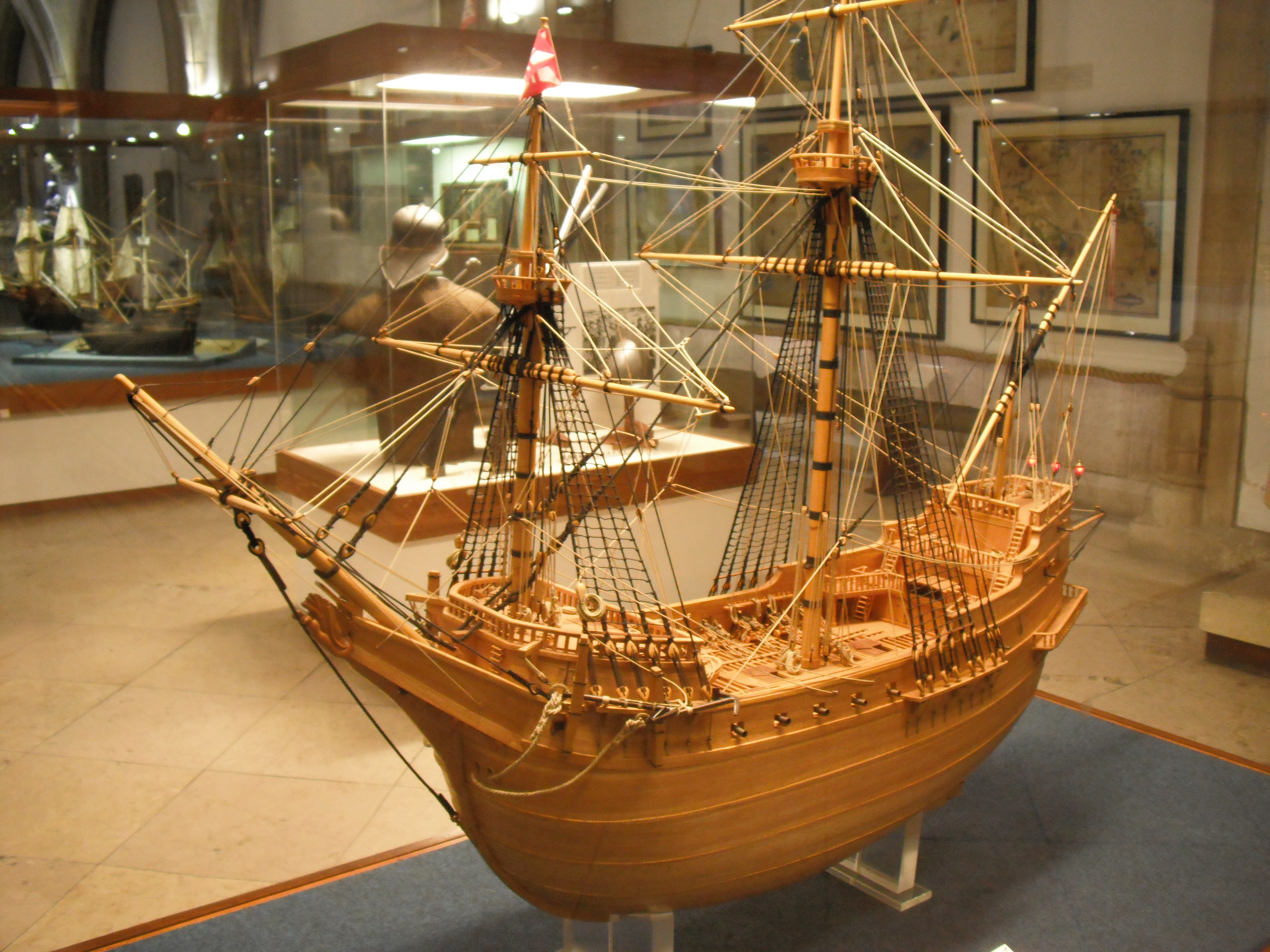
Madre de Deus (mod.) - Museo marittimo (Lisbona).

Il 3 agosto, la Dainty avvistò una grande nave che si dirigeva verso gli inglesi. Una caracca molto più grande della Santa Cruz: tre volte più grande della nave corsara più grande. La Madre de Deus fu ingaggiata dalla Dainty. Verso mezzogiorno, la Golden Dragon e la Roebuck si unirono alla mischia. Poi, a intervalli di due ore, arrivarono la Foresight e la Prudence (ormai a sera). La Dainty perse l'albero di maestra e si ritirò dalla mischia per cinque ore.
Gli inglesi puntavano a non affondare il colosso e a non farlo incagliare. Il danno alle difese delle Madre de Deus stava diventando serio quando Burrough risolse di schiantare la Roebuck (il cui bompresso era ormai compromesso) contro la Madre de Deus, seguita dalla Foresight. Le due navi caricarono sotto i cannoni della fiancata della portoghese. Alle 22:00, gli inglesi arrembarono. Le Golden Dragon, Sampson, Tiger e la riparata Dainty si unirono alla mischia. Gli inglesi catturarono la grande caracca dopo un sanguinoso combattimento corpo a corpo.
I ponti insanguinati della Madre De Deus erano disseminati di corpi, specialmente attorno al timone. La caracca fu quasi distrutta quando una cabina piena di munizioni prese fuoco e solo una rapida azione inglese salvò il bottino. Burrough risparmiò il capitano Fernão de Mendonça e il resto dei feriti, mandandoli a terra, poi si dedicò alla Roebuck, tentando di salvarla, salvo poi dover tornare sulla Madre de Deus e rivendicarla in nome della regina per porre fine al saccheggio già in atto.
La caracca fu rapidamente riparata e fece vela per l'Inghilterra scortata dalla flotta corsara. Bazan raggiunse finalmente il nemico e lo inseguì per cento leghe prima di desistere e tornare in Spagna. Gli inglesi raggiunsero la Manica all'inizio di settembre senza incidenti.

## Conseguenze

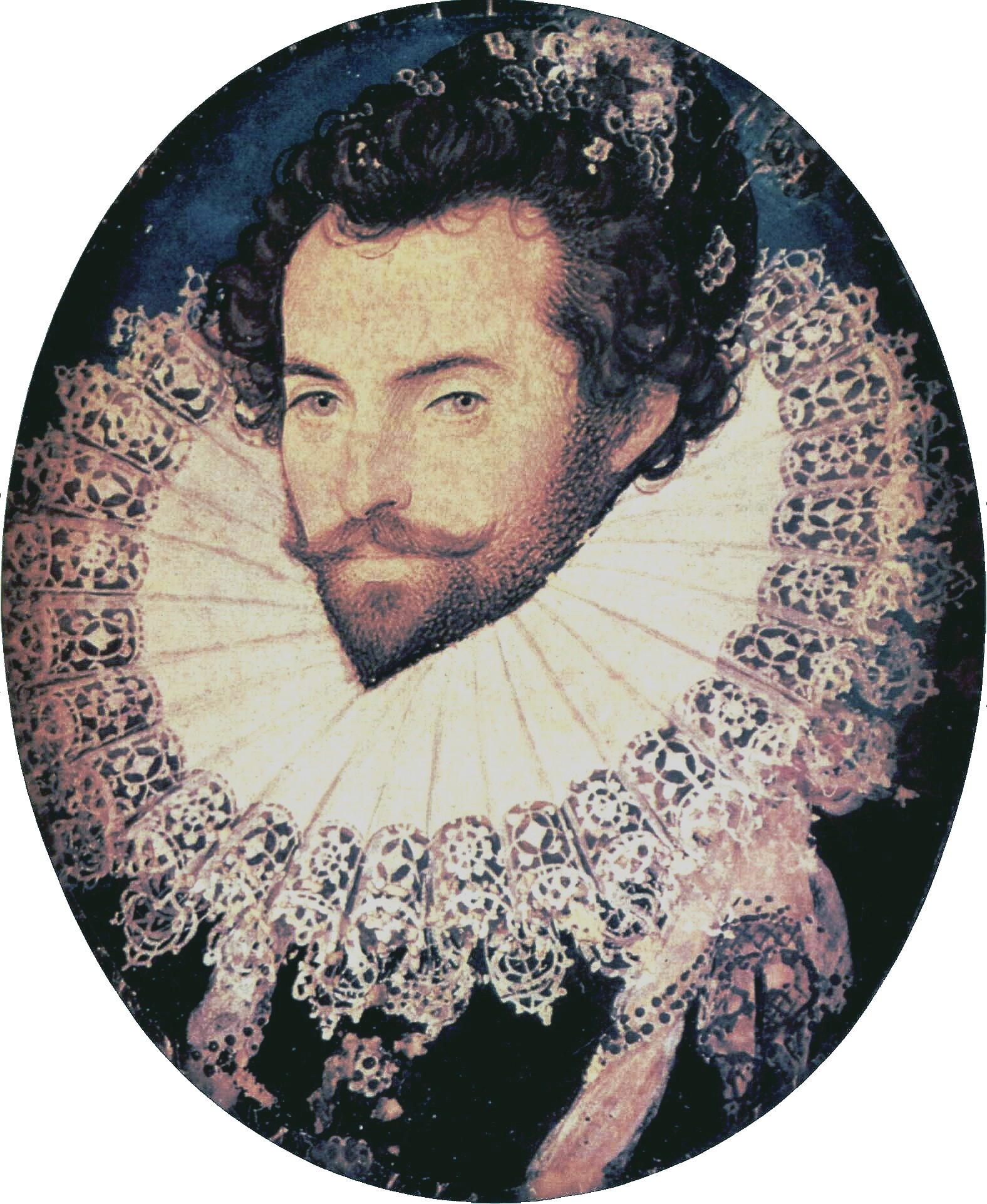
Sir Walter Raleigh - ritratto di Nicholas Hilliard.

Mentre la flotta tornava in Inghilterra, Burrough redasse un inventario cominciando con queste parole: 
 "Il grande favore di Dio nei confronti della nostra nazione che mettendo quest'acquisto nelle nostre mani ha reso manifesti i mestieri segreti e le ricchezze indiane che fino a quel momento giacevano occultate astutamente a noi ". 
 Tra queste ricchezze c'erano casse piene di gioielli e perle, monete d'oro e d'argento, ambra grigia, rotoli di tessuto d'alta qualità, arazzi pregiati, 425 t di pepe, 45 t di chiodi di garofano, 35 t di cannella, 3 t di macis e 3 di noce moscata, 2,5 t di benjamin (una resina balsamica altamente aromatica utilizzata per profumi e medicine), 25 t di cocciniglia (un prezioso colorante rosso) e 15 t d'ebano. L'inventario recita: 
 "spezie, droghe, sete, calicos, trapunte, tappeti e colori, ecc. Le spezie erano pepe, chiodi di garofano, macis, noce moscata, cannella e zenzero verde: le droghe erano benjamin, incenso, galanga, mirabilis, alo zocotrina,camphire. Le sete erano damaschi, i taffatas, i bassos, cioè contraffatti, tessuti d'oro, seta cinese grezza, seta a maniche, seta attorcigliata bianca, cipresso arricciato. I calicos erano calicos di libri, calico-launes, ampi calici bianchi, calici finemente amidacei, calici bianchi naturalmente, calici larghi marroni, calici marroni da corso, c'erano anche baldacchini, pannolini, trapunte naturalmente sarcenet e calici, tappeti come quelli ottomani a cui vanno aggiunti la perla, muske, zibetto e ambra grigia . Il resto delle merci erano molte ma meno preziose: zanne d'elefante, vasi di porcellana della Cina, noci di cocco, pelli, legno di ebano nero come il getto, bestemmiato, stoffa delle scorze degli alberi molto strana per la materia, e artificiale dentro lavorazione." 
 C'erano anche un roterio e un documento, stampato a Macao nel 1590, contenente preziose informazioni sul commercio verso la Cina ed il Giappone. Hakluyt osservò che era "racchiuso in un astuccio di legno di cedro dolce e avvolto quasi cento volte in un raffinato tessuto di Calicut, come se fosse stato un gioiello incomparabile".

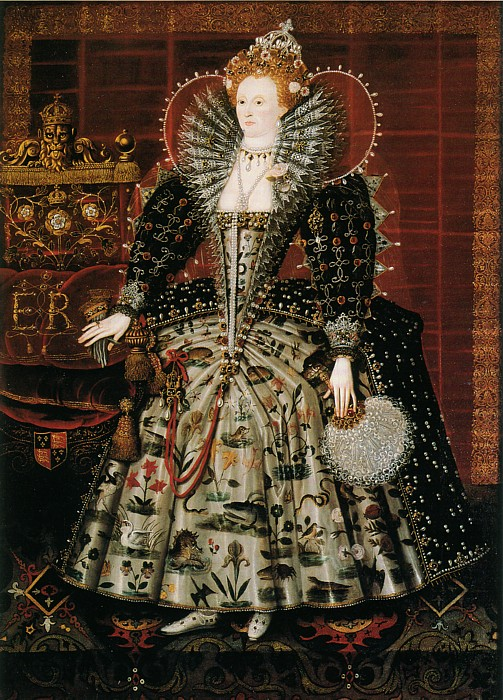
La regina Elisabetta I incamerò un profitto del 2000% dalla spedizione alle Azzorre.

La Madre de Deus entrò nel porto di Dartmouth il 7 settembre, sovrastando le altre navi e le piccole case della città. L'unica nave a guardia della caracca era la Roebuck, mentre le altre navi si erano portate a Portsmouth per vendere parte del bottino. In Inghilterra non era mai stato visto nulla di simile alla Madre: la cornice dalla testa del bompresso alla poppa era lunga 165 piedi. L'ampiezza del ponte più ampio era poco più di 46 piedi e il suo pescaggio era di ventisei piedi al suo arrivo a Dartmouth. Aveva numerosi ponti: uno di stiva, tre ponti principali, un cassero ed un castello di prua di due piani ciascuno. La lunghezza della chiglia era di 100 piedi, l'albero di maestra era di 121 piedi e la sua circonferenza era poco più di dieci piedi. Il pennone principale era lungo 106 piedi.

### Furto di massa
La Madre de Deus attrasse ogni sorta di commercianti, spacciatori, ladri e tagliaborse da Londra e oltre. Alla vista dell'enorme nave, il pandemonio scoppiò tra i cittadini: visitarono quel castello galleggiante, cercarono marinai ubriachi in taverne e pub, comprando, rubando, borseggiando e combattendo per la refurtiva. Anche i pescatori locali si avventuravano a bordo per assottigliare il carico.
La legge inglese all'epoca prevedeva che una grande parte del bottino fosse dovuta al sovrano. Quando la regina Elisabetta scoprì l'entità del furto, mandò Raleigh a recuperare i suoi soldi e punire i saccheggiatori. Giurò: "Se incontro qualcuno di loro che si alza, se si trova sulla brughiera più selvaggia in ogni modo, intendo spogliarli nudi come sono mai nati, perché Sua Maestà è stata derubata e delle cose più rare [preziose]". Ristabilito l'ordine, di un carico stimato in quasi mezzo milione di sterline (la metà della ricchezza del tesoro inglese all'epoca e forse il secondo tesoro più grande mai dopo il riscatto di Atahualpa) Raleigh raccolse solo £ 140 000 Tuttavia, ci vollero dieci mercantili per trasportare il tesoro lungo la costa e il Tamigi fino a Londra. In tutto, la spedizione nel suo complesso fruttò a Elisabetta un ritorno di 20 volte il suo investimento.
Sia Burrough sia Clifford rimasero delusi da ciò che toccò loro e lo stesso valse per altri investitori. Clifford non ricevette alcunché anche se come compenso speciale la regina gli assegnò una somma in considerazione del suo investiamento. Per Burrough non vi furono risarcimenti e continuarono aspre controversie, che provocarono un duello fatale due anni dopo.

## Conseguenze
Alonso de Bazan, nonostante avesse una flotta più grande, non riuscì a intercettare alcuna nave inglese e perse due grosse caracche e fu disonorato dal re di Spagna per la sua negligenza. Al contrario, gli inglesi impararono che la flotta non doveva dividersi come era stato fatto prima di catturare la Madre de Deus, per mantenere una forza più efficace. Quando i mercantili giunsero a Londra per essere scaricati, i portuali vennero fatti vestire con "farsetti senza tasche" per ridurre le possibilità di furto.
Il gusto delle ricchezze orientali galvanizzarono l'interesse inglese per l'Oceano Indiano. Il roterio della Madre de Deus spianò la strada alle spedizioni inglesi nelle Indie Orientali che portarono alla creazione della Compagnia delle Indie Orientali nel 1600.